# Marianerkungsfiskare
Marianerkungsfiskare (Todiramphus albicilla) är en fågel i familjen kungsfiskare inom ordningen praktfåglar.

## Utseende och läte
Marianerkungsfiskaren är en medelstor kungsfiskare. Fjäderdräkten är mycket ljus, mestadels rent vit på huvud och kropp med ljusgrönt på hjässa och kinder samt ett svart ögonstreck som sträcker sig bakåt runt huvudet. Vingarna är blå, rygg och stjärt gröna. Näbben är svart med gult på undre näbbhalvan. Lätet är dåligt känt men beskrivs som en serie ljudliga skall.

## Utbredning och systematik
Marianerkungsfiskare delas in i tre underarter med följande utbredning:
- T. a. owstoni – norra Marianerna (Asuncion, Pagan, Alamagan och Agrihan)
- T. a. albicilla – södra Marianerna (Saipan, Tinian och Aguijan)
- T. a. orii – Rota (ö) i södra Marianerna

Tidigare betraktades den som en underart till halsbandskungsfiskare (T. chloris) och vissa, som BirdLife International, gör det fortfarande. Den urskiljs dock allt oftare som egen art efter studier.

## Levnadssätt
Marianerkungsfiskaren hittas i de flesta miljöer. Den föredrar dock kustnära skogar.

## Status
IUCN erkänner den inte som art, varför dess hotstatus inte bedömts.